# Злочини над Србима у Санском Мосту током Другог свјетског рата
Злочини над Србима у Санском Мосту током Другог свјетског рата починиле су војне и полицијске снаге Независне Државе Хрватске састављене углавном из реда локалног муслиманског и хрватског становништва, а манифестовали су се кроз почињење појединачних и масовних злочина који су трајали све вријеме рата. Ипак издвајају се два велика таласа масовних злочина. Први талас масовних злочина, познат и као Илиндански покољ, догодио се крајем јула и почетком августа 1941. године, а други током јануара и фебруара 1943. године.

## Географски положај и становништво
Према прорачуну извршеном на темељу пописа становништва из 1931. године и стопи прираста становништва у раздобљу од 1931. до 1941. године, почетком Другог свјетског рата у Санском срезу је живјело око 38.100 Срба, око 18.650 муслимана, око 9.040 Хрвата и 79 Јевреја. Дакле, у Санском срезу живјело је укупно око 65.860 становника.
У Санском Мосту са околином од 74 села и насеља Распоред становништва је био сљедећи: у 30 села и насеља живјели су само Срби, у 9 само муслимани, у три само Хрвати, Срби и Хрвати заједно живјели су у 9 села и насеља, Срби и муслимани у 6, а све три националне скупине у 17 села и насеља и у самом граду Санском Мосту.
Села насељена муслиманским и хрватским становништвом, као и села у којима је становништво било мијешано, налазила у релативно уском појасу уз ријеку Сану или уз главне путне комуникације које су од Санског Моста водиле према Кључу, Бихаћу, Приједору и Бањој Луци, док су чисто српска села и насеља била удаљенија и налазила се на обронцима планина које окружују Сански Мост.

## Формирање нове хрватске власти у Санском Мосту
Када је релејна станица Југословенске војске са око 150 војника, стационирана у Санском Мосту непосредно пред Априлски рат, напустила град након проглашења НДХ, у граду је неколико проусташки настројених грађана формирало је „Народни одбор“ у који су ушли Миле Љевар, др Јосип Церјан, Мартин Мацан, др Ибро Ибрахимпашић, Лука Минига, Химзо Пашић Решић, Јусо Талић, Миле Љујић, фра Никола Тојчић, фра Анте Шеремет, фра Лука Тешић, Анте Бановић и Осман Ћехајић. Јосип Церјан је у име овог одбора преузео среско начелство од дотадашњег начелника Драгољуба Поповића.
Једна од првих манифестација у организацији овог одбора била је дочек њемачких јединица које су у Сански Мост ушле 15. 04. 1941. године. Усташки одбор у Санском Мосту је дјеловао као једина власт све до 18. 04. 1941. када је формирано котарско (среско) поглаварство, чији је први предстојник постао адвокат Јосип Церјан. Упоредо с промјеном у котару извршена је промјена и у општинском поглаварству Санског Моста. Дотадашњи градоначелник Џафербег Бишћевић предао је власт Химзу Пашићу Решићу, трговцу, доскорашњем водећем човјеку ХСС у Санском Мосту.
Након промјене власти у граду услиједило је смјењивање предсједника општина и у сеоским општинама и постављање нових предсједника из редова Хрвата и муслимана, будући да Срби више нису могли бити у јавним службама.
Јосипа Церјана је већ крајем априла на мјесту котарског предстојника замијенио адвокат Анте Меркадић. Церјан је међутим и даље остао у усташком одбору, који је након формирања усташке организације на терену претворен у њено котарско руководство. Када је Меркадић преузео дужност котарског предстојника, државни службеници су морали да положе заклетву вјерности новој држави.
И Меркадић се кратко задржао на дужности котарског предстојника. Већ у јуну 1941. године смијенио га је Ивица Симеон, правник из Бање Луке који се на овој позицији задржао све до 1943. године.
Истовремено са промјенама у котарском предстојништву и градској управи дошло је до смјена и у жандармерији. Већ у априлу 1941. из жандармерије су отпуштени сви Срби, а на њихова мјеста постављени муслимани и Хрвати. Вршиоца дужности командира жандармеријске станице у Санском Мосту Ђура Везмара замијенио је дотадашњи жандар Бећир Дураковић. Ојачани припадницима усташке организације, жандари су убрзо постали ослонац усташке власти, али и најважнији елемент у придобијању дијела муслиманског и хрватског локалног становништва за оружане акције против Срба.
Првих дана маја 1941. године у Сански Мост је дошло пет полицајаца из Загреба и десет припадника усташког вода „Анте Старчевић“ из Приједора. Ова група постала је мозак и ударна песница свих противсрпских акција извођених заједно са локалним усташама, жандарима, али и знатним дијелом наоружаног муслиманског и хрватског локалног становништва.

## Назначење злочина или прве акције нове власти у Санском Мосту
Почетком априла 1941. године са подручја санског среза мобилисано је око 4.500 војних обвезника. Од овог броја у Априлском рату заробљено је и одведено у заробљеничке логоре у Њемачку њих 277, од чега 255 Срба који ће све вријеме рата провести у заробљеништву, док су 22 муслимана и Хрвата ослобођени током 1942. и 1943. године. У овом периоду било је заробљено знатно више муслимана и Хрвата, али су они из прихватних заробљеничких логора у земљи такође били ослобођени. Усљед војног расула током Априлског рата многи војници пошли су својим кућама понијевши са собом војну опрему и оружје. Знатан дио бивао је разоружан већ на путу до куће, нарочито у Санском Мосту, Старом Мајдану и Врхпољу, али је без сумње дио војника наоружање однио кући.
Први задатак органа усташке власти био је разоружавање припадника југословенске војске који су се враћали кућама, те претрес села ради одузимања оружја и војне опреме. Већ у овим акцијама усташе су вршиле разна насиља над мирним становништвом, али нису се задржали само на томе. Скала њихових репресивних мјера из дана у дан се проширивала. Од шиканирања и пријетњи врло брзо су прешли на уцјењивање Срба, постављање усташких контролних органа у трговинске радње Срба и Јевреја, а убрзо затим и на конфискацију и пљачку залиха робе српских и јеврејских радњи и њихове имовине уопште. Оваква поступања са Србима почетком маја 1941. године довела су и до првих масовних злочина.

## Ђурђевдански отпор и први масовни злочини
Под изговором одузимања оружја од српског становништва у селу Кијево усташке патроле су испланирали и извели акцију која је довела до Ђурђевданског устанка или Ђурђевданског оружаног отпора који је био први оружани отпор у окупираној Краљевини Југославији. Како су у овим акцијама рањена три њемачка војника, Нијемци су стријељали 27 српских сељака из околних села.

## Припрема Илинданског покоља
Ма колико да је био плански испровоциран, мајски отпор Срба из Кијева, Трамошиње и сусједних села – надасве његова масовност – на среске влсти дјеловао је шокантно те се стога према даљем поступању са Србима требало односити са много више пажње. Прије свега провођене су акције придобијања што ширег слоја муслиманског и хрватског становништва. Ослањајући се на постојећи историјски јаз, власти су шириле усташку пропаганду која је (како ће се показати крајем јула) падала на плодно тло.
У овом циљу 28. 05. 1941. године организован је и велики митинг на којем је говорио усташки стожерник и први човјек Ликвидатуре Врбаске Бановине Виктор Гутић. Гутића је у Санском Мосту свечано дочекала делегација среске и градске власти, а на митингу се нашло и нешто више од 4.000 људи. Испред градске управе госта је поздравио градоначелник Химзо Пашић Решић. Гутић се у говору захвалио на срдачној добродошлици и дао неколико великодушних обећања о финансијској и свакој другој врсти помоћи Санском Мосту, а затим су Срби постали централна тема говора. Између осталог, рекао је: ... Нема више српске војске! Нема више Србије! Нема геђа наших крвопија, нестало је циганске династије Карађорђевића а и код нас – ускоро – друмови ће пожељет Србаља, ал' Србаља више бити не ће. Издао сам драстичне наредбе за њихово потпуно економско уништење, а следе нове за потпуно истребљење. Не будите слаби ни прам једног. Држите увијек на уму, да су то били наши гробари, и уништавајте их гдје стигнете а благослов нашег Поглавника и мој не ће вам узмањкати. (...) Сваки, који се за њих буде заузимао, постаје самим тим непријатељем Хрватске слободе. (...) Срби нека се не надају ничему, и за њих је најбоље нека се иселе, нека их нестане из наших крајева, из наше домовине... Након Гутићевог говора ријеч је поново узео градоначелник, који се ... захваљује на патриотским ријечима и упутствима за даљи рад те у име својих грађана обећаје, да ће се у танчине тих упутстава држати...
Како је у периоду април–мај 1941. године власт на регионалном нивоу успостављена и добила неограничену подршку државне власти, такав успјех је требало пренијети и на локални ниво. У том циљу посљедњих дана маја Виктор Гутић је посјећивао све градове Босанске Крајине како би у сагласности са локалним властима мјере за коначно уништење српског становништва биле усаглашене и искоординисане.
Почетком јуна, на темељу Гутићеве Одредбе објављене у Хрватској Крајини 08. 06. 1941. у санском срезу је извршен попис свих Срба, мушкараца рођених у периоду 1916–1924. године. Пописани су и сви, условно речено, образовани људи, тачније сви они чије образовање надилази ниво основне школе. Дакле, пописом је обухваћен онај дио становништва који је могао организовати и подићи устанак и бити његов витални дио. Затим су од почетка јуна па до краја јула услиједила појединачна хапшења угледнијих домаћина, углавном понедјељком када би дошли на пијацу.
Да би све младиће имали на окупу и под непосредном контролом, усташе су на темељу Гутићеве одредбе за пописане младиће организовали присилан рад, кулук. Младићима стасалим за војну службу рекли су да ће им овај рад на јавним пословима бити признат као замјена за служење војног рока.
Кулучари су радили на цестама Лушци Паланка – Каменград – Хусимовци, Сански Мост – Приједор, Будимлић Јапра – Стари Мајдан и у Томини. Били су обавезни да сваки дан осим недјеље раде на цести од јутра до мрака. Од куће су доносили храну. Интересантно је да су на ове радове који су извођени углавном на подручју муслиманских и хрватских села, или мјешовитих села са муслиманском или хрватском већином, позивани углавном младићи из чисто српских села. На тај начин су најспособнији и најснажнији Срби држани на окупу, под надзором цестара и усташа, који су обилазили радилишта. Овакво стање потрајало је све до великог Илинданског покоља Срба.

## Илиндански покољ санских Срба
За разлику од јунских хапшења пописаних Срба, која су се сводила углавном на појединце, крајем јула и почетком августа санске усташе, полиција и за ову намјену организовани дио углавном муслиманског становништва извели су добро организовану и синхронизовану акцију масовних хапшења Срба.
У недјељу и понедјељак, 27. и 28. 07.1941. године похапшени су сви Срби у Санском Мосту и насељима која су се налазила у непосредној близини града. Сљедећег дана похапшени су кулучари, младићи из удаљенијих српских села у која усташке патроле нису залазиле. Сви ухапшеници смјештени су у велики срески житни магацин, жандармеријску станицу, зграду основне школе и котарски затвор који се налазио у згради котарског предстојништва. Како су ови објекти били ограниченог капацитета, а да би обезбиједили мјесто за нове планиране ухапшенике, усташе су почеле ликвидацију већ у ноћи између 29. и 30. 07. 1941. Ликвидације ухапшеника смјештених у житни магацин вршене су у самом магацину и у непосредној близини на Алагића пољу, на обали ријеке Сане. Остали ухапшеници, смјештени у објектима у центру града, одвођени су на православно гробље Шушњар у Крухарима, око три километра удаљеним од центра града и ту ликвидирани.
Сљедећег дана усташе су кренуле у прикупљање српског становништва које се налазило у национално мјешовитим селима јужно од града: Чапљу, Лужанима, Кљевцима и Касапницама.
Српско становништво Чапља и Лужана позвано је од усташа да се јави код Решића кућа гдје би било пописано због наводне депортације у Србију. Након окупљања Срби су смјештени у једну већу кућу и навече у колони одведени на чапаљске баре у близини засеока Жегар, гдје су стријељани.
Слична ситуација задесила је и Србе из Кљеваца и Касапница, с том разликом да је њима речено како се морају иселити за Србију јер се на том подручју ускоро отвара велики фронт. Прикупљено становништво доведено је на жељезничку станицу у Врхпољу. На узвишењу изнад жељезничке станице био је постављен усташки пушкомитраљез што је код неколицине ухапшеника изазвало комешање и отворен напад на једног усташу. Након овога услиједио је покољ дијела ухапшеног становништва. У току покоља на станицу је пристигао воз у који су преживјели ухапшеници укрцани и одведени у житни магацин гдје су ликвидирани наредне ноћи.
У наредна два дана усташе су извеле сличне акције у селима која су се налазила сјеверно и сјевероисточно од града: Подлугу, Старом Мајдану, Подвидачи, Сухачи, Брдарима, Џевару, Оштрој Луци, Расавцима и Усорцима. Како се глас о злочинима већ проширио, а и устаничке акције постале по усташку власт све опасније, из ових села су само појединци и мање групе одвођени у град. Већина је страдала у директном терору (на кућном прагу).

## Српски устанак
У овом периоду широм Крајине провођене су сличне акције уништења српског становништва што је за посљедицу имало избијање устанка на ширем подручју Босанске Крајине, Лике, Кордуна и Баније, а који је изазвао италијанске реакције које су се кретале у правцу смиривања стања. Сматрајући усташе главним кривцем за избијање устанка, Италијани су одлучили да запосједну другу окупациону зону како би смирили ситуацију.
Већ су прве италијанске реакције имале учинка код усташких власти у Санском Мосту. Убилачки пир је престао 03. 08. 1941, да био сутрадан срески телал Миле Крунић обзнанио народу саопштење среских власти које је гласило: Чујте и почујте! Од данас нема више право свак да убија Србе, од данас Србе могу убијати само припадници моћног Њемачког Рајха и припадници оружаних снага Независне Државе Хрватске. Преживјели ухапшеници, углавном жене и дјеца из околних села, враћени су својим кућама.
Италијанска реокупација друге окупационе зоне, изведена средином августа 1941, довела је до неке врсте пацификације овог подручја те су и злочини над Србима до краја 1941. били сведени на појединачне ексцесе.

## Депортације и превођење у римокатоличку вјеру
Поред масовних злочина, уништење Срба у НДХ требало је извршити и присилним депортацијама за Србију и вјерским конверзијама. Тако је већ у мају и априлу из Санског Моста депортован бивши срески начелник Драгољуб Поповић, који је био родом из Чачка. Иза њега су депортовани још неки службеници родом из Србије, међу којима је било и неколико учитеља и наставника. Депортације су настављене и у неколико наредних мјесеци. У ноћи 10-11. 06. 1941. у Санском Мосту је похапшено шест свештеника са укупно 18 чланова породица и послати су у логор Цапраг одакле су пребачени за Београд.
Истовремено кад и депортације и појединачна хапшења, трајала је и снажна агитација римокатоличких свештеника за прелаз православних на римокатоличку вјеру. До Илинданског покоља санских Срба ова агитација имала је ограничено дејство, углавном у граду гдје су неколико породица извршиле вјерску конверзију. Међутим, након покоља су на римокатоличку вјеру прешле готово све преживјеле породице из села погођених јулским и августовским акцијама.